# Hippotion dexippus
Hippotion dexippus is een vlinder uit de familie van de pijlstaarten (Sphingidae). De wetenschappelijke naam van de soort werd in 1915 gepubliceerd door Fawcett.